# Sumpfschnäppertyrann
Der Sumpfschnäppertyrann (Empidonax flavescens) auch Gilbufertyrann ist ein kleiner, Insekten fressender Vogel aus der Familie der Tyrannen. Der englische Name lautet Yellowish Flycatcher.
Sein Verbreitungsgebiet erstreckt sich von den Hochebenen Südost-Mexikos bis zum Süden beziehungsweise Westen von Panama. Dort lebt er in den kühleren Gebirgswäldern, bevorzugt am Waldrand oder in der Nähe von Lichtungen. Er brütet in Höhen zwischen 800 und knapp 2500 Meter. Das tassenförmige Nest wird aus Pflanzenfasern und Moos erbaut und befindet sich in zwei bis viereinhalb Metern Höhe über dem Boden. Das Weibchen legt typischerweise zwei bis drei weiße Eier, die grau gesprenkelt sind. Die Brutzeit beträgt 14 bis 15 Tage. Die Küken bleiben nach dem Schlüpfen noch 17 Tage im Nest. Die erwachsenen Tiere werden 12,5 Zentimeter lang und wiegen etwa 12 Gramm.
Die Oberseite des Sumpfschnäppertyranns ist olivgrün und die Unterseite ockerfarben, zur Brust hin leicht gelblich. Die Flügel sind schwarz, wobei die Federn zwei gelb-braune Streifen tragen. Um die Augen herum befinden sich weiße Augenringe, die nach hinten als Dreieck abschließen. Beide Geschlechter sind kaum voreinander zu unterscheiden. Die Jungvögel hingegen sind an der Oberseite brauner und an der Unterseite schwächer gelb als die adulten Tiere. Durch die charakteristischen Augenringe kann der Sumpfschnäppertyrann von anderen Vögeln aus der Familie der Tyrannen unterschieden werden.
Außerhalb der Brutzeit sind die recht lebhaften Tiere Einzelgänger. Neben Insekten gehören auch Spinnen und kleine Beeren zur Nahrung des Sumpfschnäppertyrannen. Die Nahrung findet er auf dem Laub der Bäume oder im Flug und gelegentlich auch auf dem Waldboden.